# داوید-هارادوک
داوید-هارادوک (به لاتین: Davyd-Haradok) یک منطقهٔ مسکونی در بلاروس است که در منطقه بریست واقع شده‌است. داوید-هارادوک ۵٬۹۱۹ نفر جمعیت دارد.